# Sanca (Gantar)
Sanca is een bestuurslaag in het regentschap Indramayu van de provincie West-Java, Indonesië. Sanca telt 6575 inwoners (volkstelling 2010).